# Espèce déterminante
Les espèces dites déterminantes  sont des espèces retenues par certaines méthodes d'inventaire naturaliste et d'évaluation environnementale, en ce qu’elles sont considérées comme remarquables pour la biodiversité, ou menacées et jugées importantes pour et dans l'écosystème ou particulièrement représentative d'un habitat naturel ou de l'état de l'écosystème. Elles appartiennent à divers groupes (champignons, bryophytes, arachnides, lépidoptères, Apoïdes, Mollusques, etc.). 

Ces espèces peuvent faire l'objet de plans de restauration (dont ceux dits « plans nationaux d'action » en France depuis la Loi Grenelle II). 

Elles font également souvent l'objet d'un suivi particulier, par exemple via les observatoires de la biodiversité qui les considèrent souvent comme des indicateurs ou bioindicateurs.
Ce concept est parfois associé à celui de « responsabilité territoriale » pour les « régions bastions » qui ont un rôle de réservoir pour ces espèces, ou qui abritent des habitats vitaux pour tout ou partie du cycle de vie de ces espèces.

## Utilité, utilisation
Les listes d'espèces déterminantes, ou les critères associés, ont par exemple servi - en France - à :
- moderniser l'inventaire ZNIEFF[1] et être plus précis dans sa mise à jour avec les ZNIEFF dite de deuxième génération (intégrant aussi une approche de fonctionnalité écologique)[2];
- élaborer certains zonages d’intérêt environnemental (ex : Habitats déterminants, Trame verte et bleue ou ses sous-trames, ZNIEFF modernisées, sites Natura 2000, etc.)
- hiérarchiser l'importance relative de certains milieux naturels ou semi-naturels, en particulier pour la détermination de ZNIEFFs, zones noyaux, cœurs d'habitats, zones tampons, corridors ou « sous-trame » de la trame verte nationale ou régionale. 
Dans ce cadre, leur meilleure connaissance, suivi et prise en compte permettront de produire des études d’impact, des profils environnementaux et des mesures compensatoires ou conservatoires plus efficaces, cohérentes et utiles, ainsi que de prioriser l’intervention publique en matière de protection de la nature[3]
- préciser ou construire la Trame verte et bleue qui est faite pour elles notamment, mais aussi par elles, dans une certaine mesure[4]. On parle alors aussi parfois d'« espèces-TVB ». Elles n'ont pas de caractère de prépondérance par rapport aux autres critères de cohérence écologique[5], mais elles comptent parmi les critères de choix des espèces à prendre en compte dans les SRCE (pour valider chaque SRCE, puis pour le suivi, l'évaluation et les bilans (tous les 6 ans) et propositions d'amélioration[6].

Leur caractère « déterminant » est relatif au contexte biogéographique, et il peut être retenu pour :
- des milieux spécifiques (cours d'eau par exemple) 
- des niveaux géographiques ou biogéographiques plus vastes, régionaux, nationaux, voire supranationaux (échelle européenne, paneuropéenne, panaméricaine, etc)... 
Une espèce peut être déterminante pour seulement l'un de ces niveaux, selon les enjeux qui lui sont associés. Par exemple, les scientifiques et naturalistes ont en 1999 publié pour la région Poitou-Charente une liste des espèces déterminantes, et une liste d'habitats déterminants.

## Quand une espèce est-elle dite «déterminante»?
Les espèces déterminantes sont toujours des espèces « remarquables » pour une ou plusieurs de leurs caractéristiques (traits de vie...) appréciées au regard de la biodiversité et de ses fonctionnalités, ou du point de vue patrimonial. Ces espèces sont :
- sédentaires et autochtones, ou assez anciennement implantées pour qu'elles soient admises par tous comme indigènes. Elles peuvent être apparues plus récemment mais spontanément et en occupant déjà une aire importante, sans comportement invasif et déprédateur notable et s’étant parfaitement intégrée aux assemblages floristiques et faunistiques naturels sans perturber leur fonctionnement[10]. 
Pour les animaux hivernants ou migrateurs (saisonnièrement présents), leur statut est examiné au cas par cas, au vu des effectifs de populations présents sur le territoire concerné, et au vu de la « responsabilité régionale » pour la survie de l'espèce, etc. 
Ne sont alors retenues comme espèce déterminantes que des espèces fréquentant régulièrement le territoire ou qui devraient normalement le fréquenter plus régulièrement. Des espèces anormalement et occasionnellement observées ne sont pas retenues, même si elles ont un fort intérêt patrimonial[10]. Ainsi, un site ne peut pas être classé ZNIEFF en raison de la présence occasionnelle ou aléatoire d'une espèce[10].
- Des espèces en forte régression, en danger d’extinction ou vulnérables, ou naturellement rares répondant aux cotations mises en place par l'UICN ou inscrites des livres rouges des espèces menacées publiés nationalement ou régionalement ;
- Des espèces retenues en raison de leur grande importance fonctionnelle (espèces-clé ou clé-de-voute) ; par exemple le castor qui entretient et crée des zones humides, les grands prédateurs qui jouent un rôle majeur dans la régulation des populations de leurs proies et dans leur état sanitaire, ou encore le lynx qui joue un rôle sanitaire important par son rôle de prédateur (retenu comme espèce déterminante pour la TVB en Auvergne[11], en région Centre-Val de Loire[12] ou en région région Midi-Pyrénées[13];
- Les espèces protégées nationalement, régionalement, ou faisant l'objet de réglementations européennes ou internationales car jugées d’intérêt patrimonial élevé au regard du contexte international, national ou régional ;
- Des espèces localement non menacées, mais uniquement présentes dans quelques habitats éventuellement menacés ou qui pourraient l’être dans le futur. 
Par exemple, le Chou sauvage (Brassica oleracea subsp. oleracea, ancêtre de tous les choux cultivés) n’est plus naturellement présent que sur certaines dunes et falaises littorales atlantiques d’Europe de l’Ouest (France, Espagne, sud du Royaume-Uni). En France, ce chou est encore présent en Basse-Normandie, Nord-Pas-de-Calais et Poitou-Charentes. Dans ces régions il n'est présent qu’en petites populations très localisées et menacées, mais en Haute-Normandie il est encore abondant et ne montre pas de signe de régression, mais on ignore si le réchauffement climatique et la montée du niveau des océans l’affecteront. Au vu des critères UICN, il est classé dans la catégorie préoccupation mineure (LC), mais a pourtant été retenu parmi les espèces déterminante de ZNIEFF et pourrait l’être pour certaines cartographies de la Trame verte en raison du fait que ces régions sont d’importance mondiale pour la conservation de la diversité génétique de ce taxon, qui est aussi d'intérêt agricole ;
- Les espèces ne bénéficiant pas d'un statut de protection ou n'étant pas inscrites dans des listes rouges d'espèces menacées, mais se trouvant dans des conditions écologiques ou biogéographiques particulières, en limite d'aire ou dont la population est remarquable (effectifs exceptionnels, limite d'aire de répartition, colonies uniques ou rares, stations disjointes, endémismes...)[14]

Ces espèces peuvent susciter la cartographie et protection des habitats d'espèces qui leur sont nécessaires.

## Les listes d’habitats et d’espèces "déterminants"
Elles sont généralement (toujours en France) élaborées d'après les listes rouges d'habitats et d'espèces menacées définies selon les critères de l'UICN.
Listes régionales : Sur la base de critères retenus au niveau national, des listes régionales sont élaborées pour les taxons suivants ; 
- Mammifères
- Oiseaux nicheurs et hivernants
- Amphibiens / Reptiles
- Lépidoptères –Rhopalocères
- Odonates
- Orthoptères
- Mollusques continentaux
- Champignons
- Plantes vasculaires
- Habitats phytosociologiques
- Macrobenthos, macroalgues et poissons

Les approches écosystémiques ou phytosociologiques ne s'intéressent plus à une ou quelques espèces, mais à des réseaux d'espèces et d'habitats (les réseaux écologiques), d'où l'intérêt de disposer de « listes régionales d'espèces déterminantes ». 

Ces listes sont selon les régions déjà validées, ou en cours d'élaboration. Elles seront périodiquement mises à jour. 
À titre d'exemple la liste des espèces animales déterminantes de Poitou-Charentes (validée par le Conseil scientifique régional du patrimoine naturel en 2001) a retenu 358 espèces, appartenant à 14 groupes taxonomiques différents, incluant des vertébrés (mammifères, oiseaux, reptiles, amphibiens, poissons et cyclostomes) ; des insectes (odonates, orthoptères, lépidoptères) des mollusques continentaux et des crustacés décapodes d'eau douce.
Certaines de ces espèces peuvent être (ou devenues) extrêmement rares ou avoir disparu d'une région. Dans ce dernier cas, elles seront « considérées comme déterminantes en cas de re-découverte (observation validée par un naturaliste expérimenté) ».
Pour les îles ou régions littorales, le milieu marin est pris en compte.

## Gouvernance
Les listes d'espèces déterminantes sont établies par des scientifiques, avec l'aide des gestionnaires qui connaissent leurs milieux, ceux des conservatoires par exemple, en France sous l'égide du Muséum national d'histoire naturelle de Paris, et aux échelles régionales du Conseils scientifiques régionaux du patrimoine naturel dont disposent les préfets de région pour les questions d'environnement.
Dans le cadre de la loi Grenelle II, les régions devront développer un SRCE (Schéma régional de cohérence nationale). Ce SRCE devra intégrer une Trame verte et bleue dont l'objectif premier est de favoriser la libre circulation de la faune et de la flore entre noyaux de biodiversité par l'intermédiaire de corridors écologiques. Afin d'assurer une certaine cohérence nationale, le Muséum national d'histoire naturelle a proposé aux Régions et plus particulièrement aux Conseils scientifiques régionaux du patrimoine naturel des listes d'espèces déterminantes TVB.
Exemple: Une liste d'espèces déterminantes pour la TVB pour les mammifères du Nord-Pas-de-Calais a ainsi été proposée, elle est intitulée : "Critère de cohérence nationale sur les espèces, liste des espèces déterminantes pour la Trame Verte et Bleue, Mammifères de la région Nord - Pas-de-Calais"
Pour les Amphibiens et Reptiles, une liste a également été proposée : "Critère de cohérence nationale sur les espèces,
liste des espèces déterminantes pour la Trame Verte et Bleue, Amphibiens et Reptiles de la région Nord – Pas-de-Calais"
Pour l'avifaune, les modalités de déplacement étant plus complexes à appréhender, une démarche méthodologique adaptée a été employée par le MNHN. Le document proposé par le MNHN est ainsi intitulé : "Notice Trame Verte & Bleue / Oiseaux nicheurs, Utilisation des mailles de la répartition pour mettre en évidence des enjeux nationaux en région"
Poissons et crustacés étant également à intégrer dans la TVB, un document intitulé "Liste par bassin hydrographique d'espèces de poissons et de crustacés, prises en compte par certaines réglementations européennes ou française, comprenant leurs besoins en continuité écologique" a été proposé aux CSRPN.

### Guides, éléments méthodologiques
- Jean-Philippe Siblet & al. Trame verte et bleue ; Critères nationaux de cohérence ; Contribution à la définition du critère sur les espèces, Convention MNHN/MEDDTL fiche 3i, décembre 2011
- Service du patrimoine naturel ; Équipe Trame verte et bleue (Muséum) Le critère de cohérence espèces : Les espèces dites « déterminantes TVB » ; Journée d’échange FPNR « Espèces et TVB »] ; 2010-12-08.
- Élodie SALLES (Chargée de mission Trame verte et bleue MEDDTL/DGALN/DEB Ministère de l'Écologie), Vers une cohérence nationale des schémas régionaux de cohérence écologique ; Journée TVB État-Régions 25 novembre 2010